# لاکلده (میزوری)
لاکلده، میزوری (به انگلیسی: Laclede) یک شهر در ایالات متحده آمریکا است که در شهرستان لین واقع شده‌است. لاکلده ۳٫۲۹ کیلومتر مربع مساحت و ۳۴۵ نفر جمعیت دارد و ۲۳۶ متر بالاتر از سطح دریا واقع شده‌است.

## افراد سرشناس
جان جی. پرشینگ، ژنرال شش ستاره و یکی از مشهورترین فرماندهان ایالات متحده در سال ۱۸۶۰ در این شهر زاده شد.